# Берестейський контрольно-пропускний пункт
Берестейський контрольно-пропускний пункт — пункт перетину державного кордону СРСР, згодом Республіки Білорусь, в Бересті. Важливе місце в історії міжнародних відносин Радянського Союзу з західними партнерами.

## 17-го Червонопрапорний прикордонний загін
З 1939 року на території 17-го Червонопрапорного прикордонного загону.
4 жовтня 1939 року Климент Ворошилов визначив Бересть місцем передачі польських військовополонених у СРСР. Постановою РНК СРСР від 14 жовтня 1939 року через Берестейський контрольно-пропускний пункт розпочато обмін польськими військовополоненими між німецьким і радянським боком. Для цього 24 листопаду створено змішану німецько-радянську комісію. Обмін військовополоненими тривав до червня 1941 року. Здійснювався партіями по 1500 осіб. До 15 листопаду 1939 року з Німеччини прийнято 13544 військовополонених.

## Червонопрапорний прикордонний загін ім'я Фелікса Дзержинського
15 серпня 1944 року загін прибув в Бересть.
29 вересня 1997 року перетворений в Червонопрапорну прикордонну групу ім'я Фелікса Дзержинського.